# Alonzo Babers
Alonzo Carl Babers (Montgomery, 31 ottobre 1961) è un ex velocista statunitense, specializzato nei 400 metri piani e vincitore di due medaglie d'oro ai Giochi olimpici di Los Angeles 1984.

## Palmarès
| Anno | Manifestazione      | Sede        | Evento      | Risultato | Prestazione | Note                          |
| ---- | ------------------- | ----------- | ----------- | --------- | ----------- | ----------------------------- |
| 1983 | Mondiali            | Helsinki    | 4×400 m     | 6º        | 3'05"29     |                               |
| 1983 | Giochi panamericani | Caracas     | 4×400 m     | Oro       | 3'00"47     |                               |
| 1984 | Giochi olimpici     | Los Angeles | 400 m piani | Oro       | 44"27       | Miglior prestazione personale |
| 1984 | Giochi olimpici     | Los Angeles | 4×400 m     | Oro       | 2'57"91     |                               |